# کاریز (جزیره کیش)
قنات (کاریز) کیش یکی از مناطق گردشگری و تاریخی جزیره کیش می‌باشد و بیش از ۲۵۰۰ سال قدمت دارد.
این قنات در عمق ۱۶ متری زیر زمین قرار گرفته‌است و سقف آن پوشیده از صدف و مرجان‌هایی می‌باشد که بنا بر اطلاعات ارائه شده توسط راهنمایان محلی، قدمتی معادل ۲۷۰ تا ۵۷۰ میلیون سال دارد اما با توجه به اینکه بستر آهکی-مرجانی میزبان آن، حاصل فعالیت مرجانهای عهد حاضر است، سن آن بیش از چند هزار سال نمی تواند باشد. وسعت این قنات ۱۰٬۰۰۰ متر مربع می‌باشد.
مهندس منصور حاجی حسینی ایرانی مقیم آلمان با سرمایه گذاری خصوصی در سال ۱۳۷۸ اقدام به ساخت مجموعه فرهنگی سیاحتی شهرزیرزمینی کیش (کاریز) نمود.
بازار سنتی قنات کیش در دو رشته به طول ۱۵ کیلومتر از سال ۱۳۷۳ تأسیس شده‌است. هدف از ایجاد این بازار ارائهٔ صنایع دستی و دستاوردهای سنتی نقاط مختلف ایران می‌باشد.
تنها بنایی در جهان است که سقف آن مملو از صدف‌ها و مرجان‌های طبیعی است.
مسجد یا نمازخانه شهر زیرزمینی کیش، تنها مسجد مرجانی در جهان است که سقف آن پر از سنگواره و فسیل‌های دریایی است.

### امکانات کاریز کیش
- موزه خلیج فارس: حاوی اسناد تاریخی در مورد خلیج فارس.
- بازارچه.
- عکاسخانه: بخشی در این مجموعه با عنوان عکاسخانه وجود دارد که در آن می توانید تصاویری زیبا و خاص از خود ثبت کنید.
- رستوران و کافه: در کاریز کیش رستوران و کافه نیز احداث شده است تا بتوانید لحظات خوشمزه و خوش طعمی را در آنها تجربه کنید و خاطرات خوشی را با خود به یادگار ببرید. در رستوران این مجموعه می توانید به هنگام صرف غذا به موسیقی زنده نیز گوش فرا دهید.
- سایر امکانات بازارچه،  سرویس بهداشتی، راهنما.

## نگارخانه

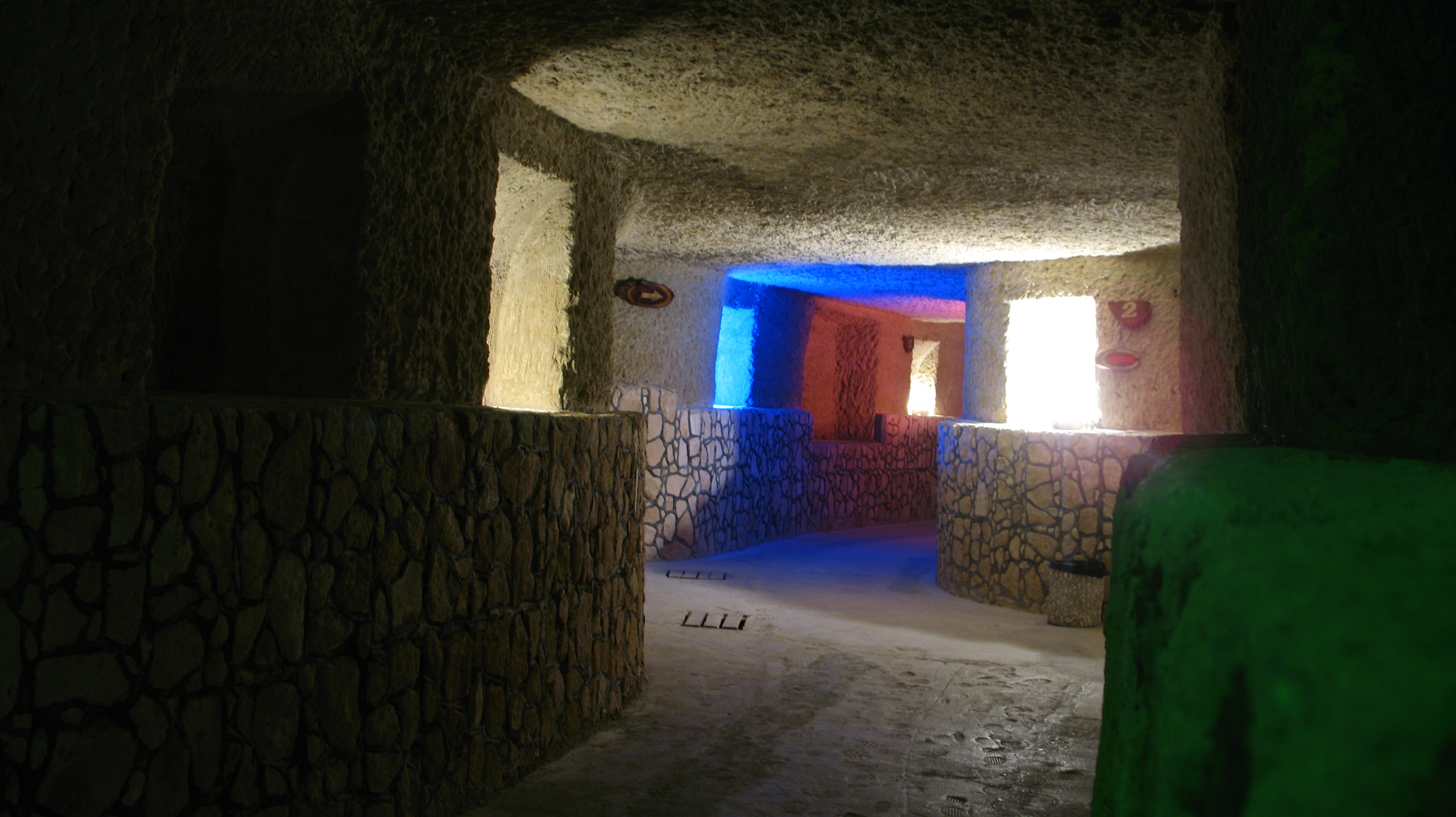
شهر زیر زمینی کاریز
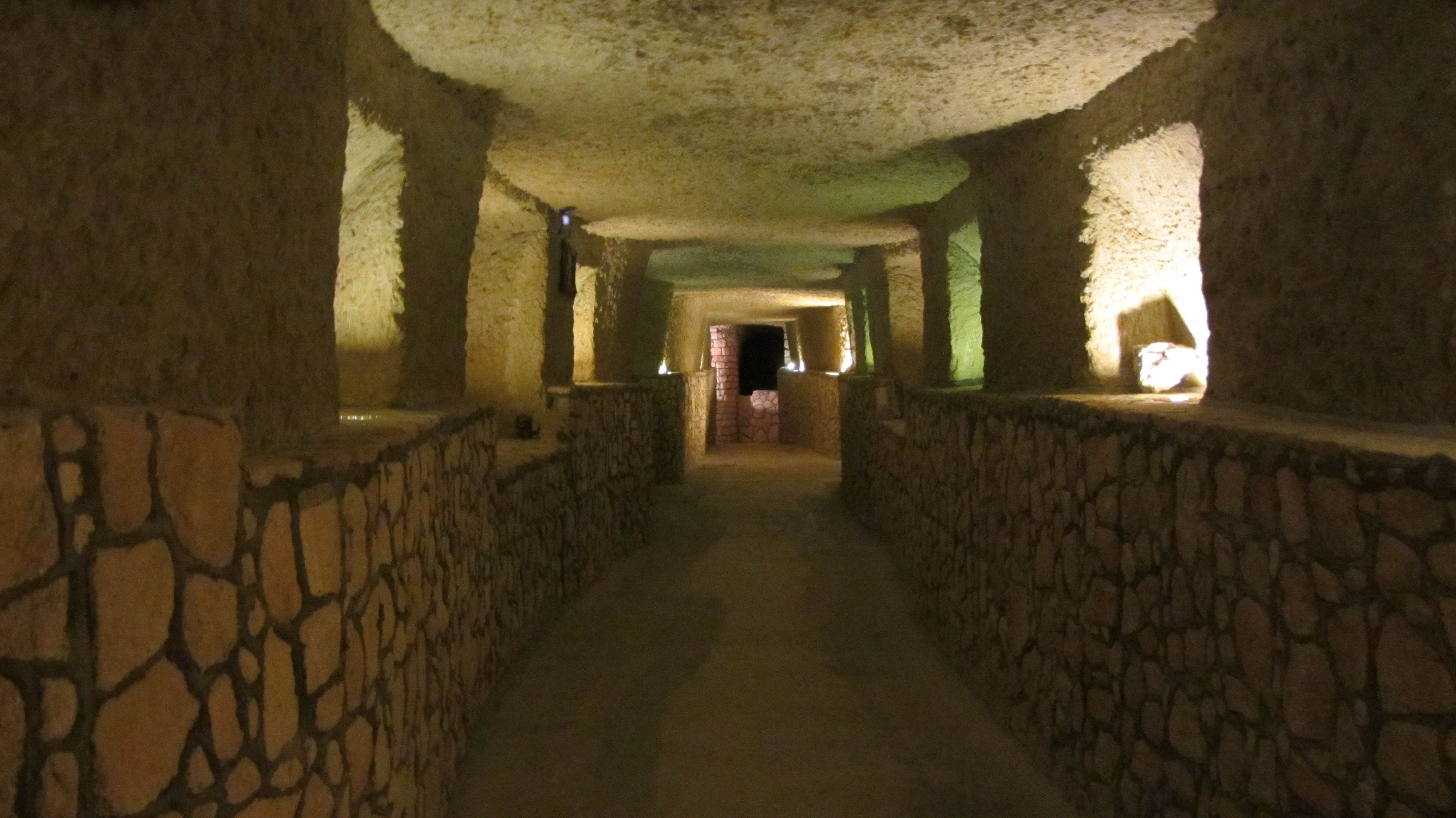
کاریز کیش
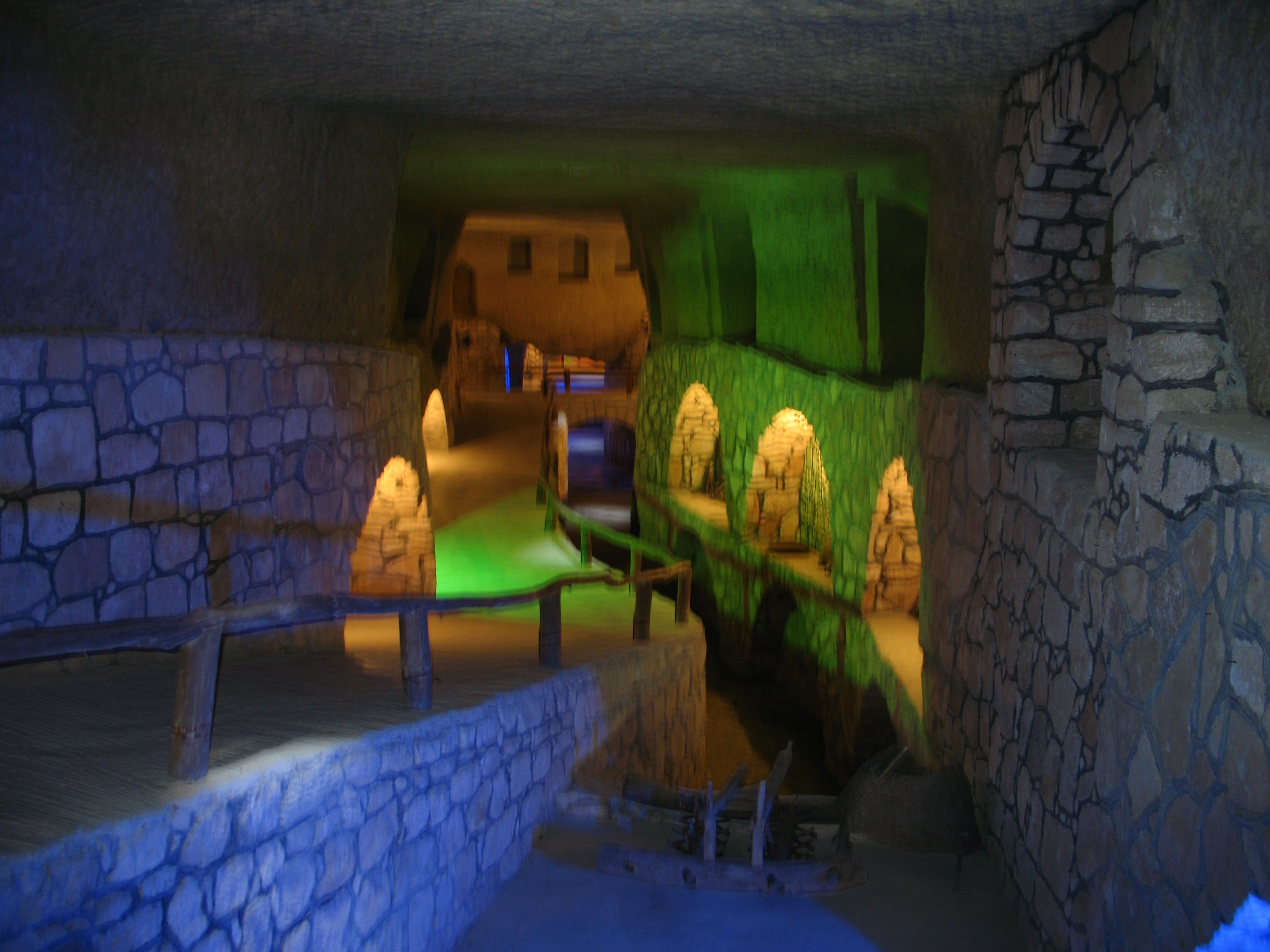
شهرزیر زمینی کاریز
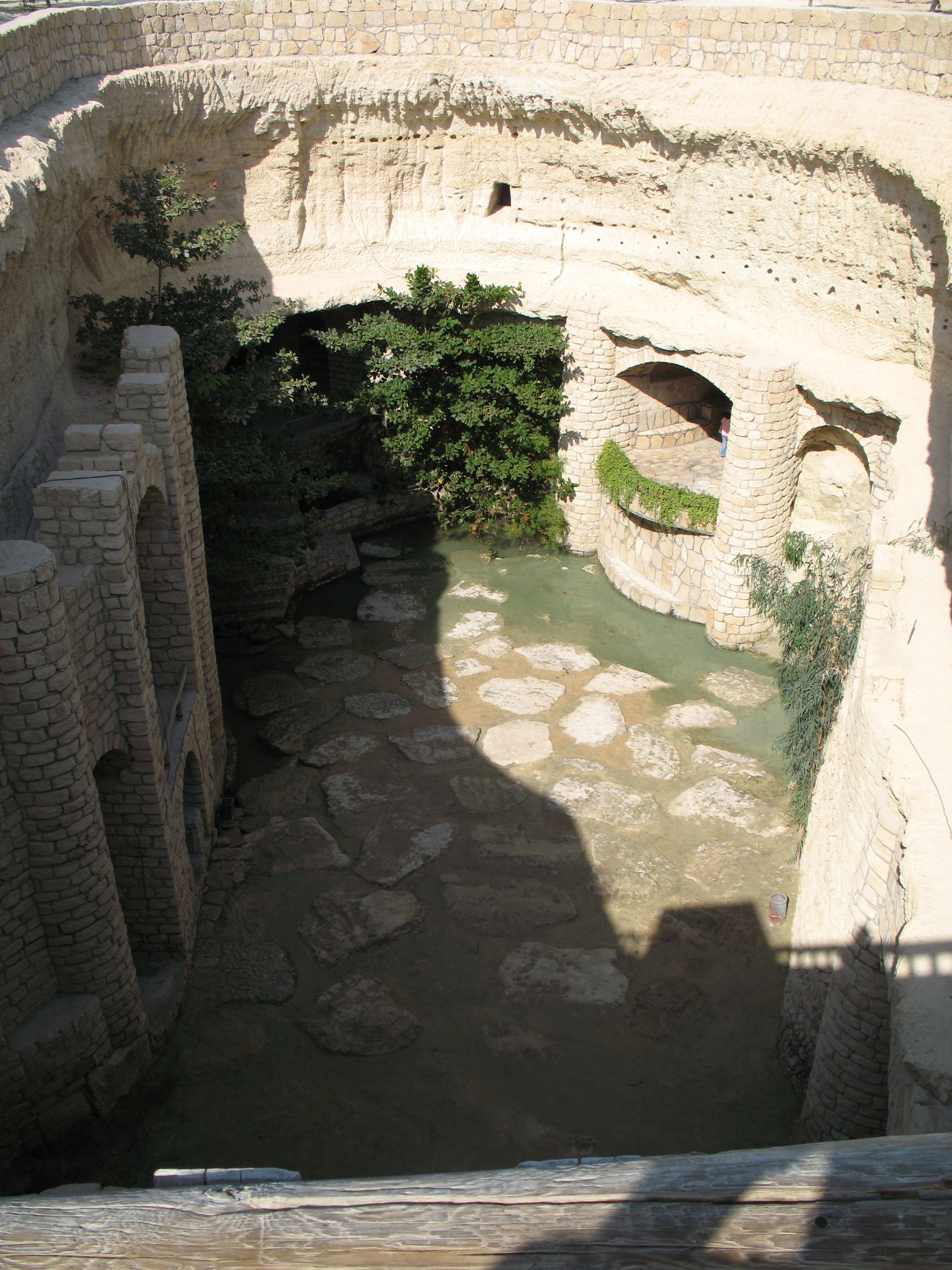
کاریز کیش
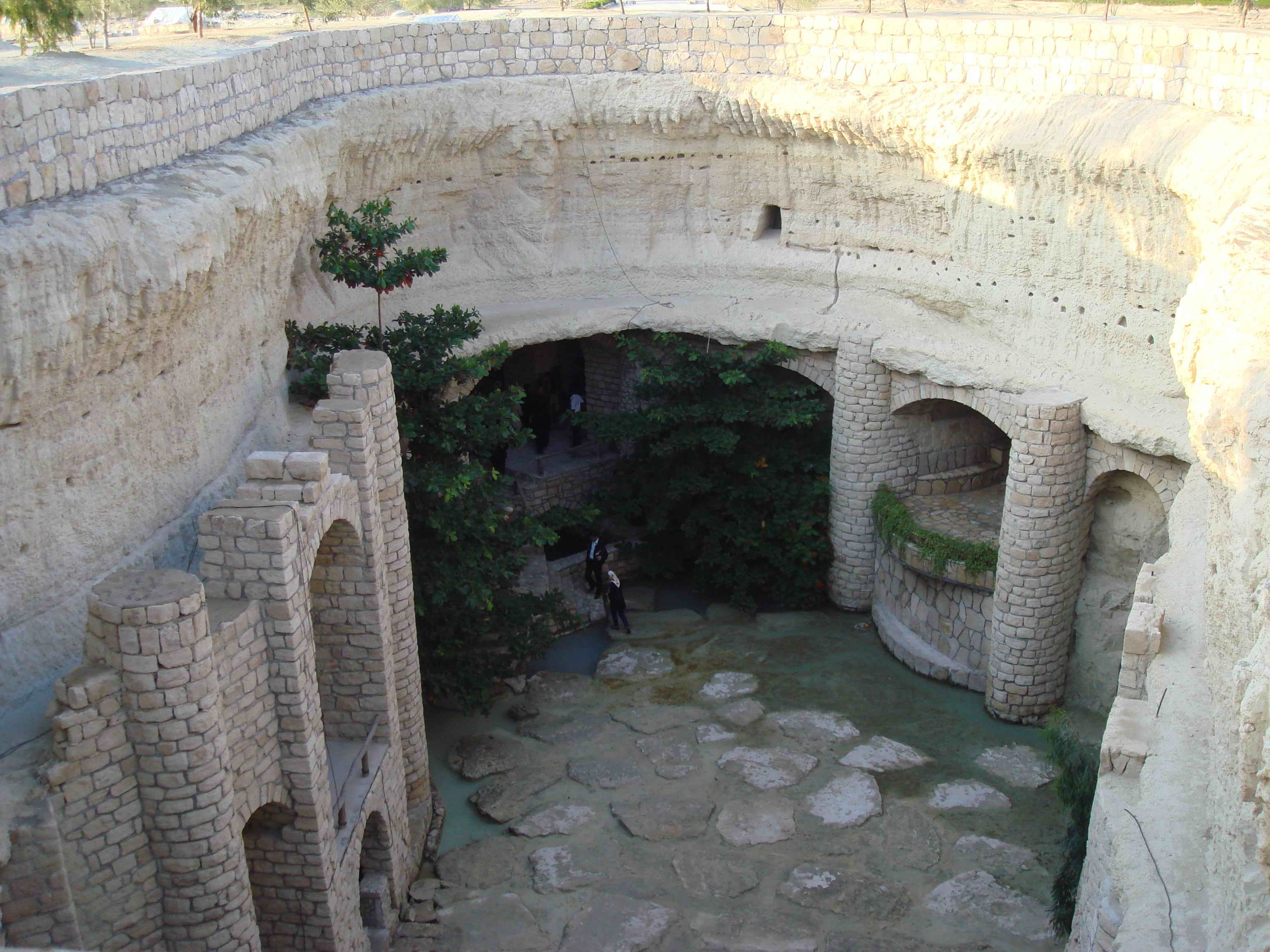
کاریز کیش
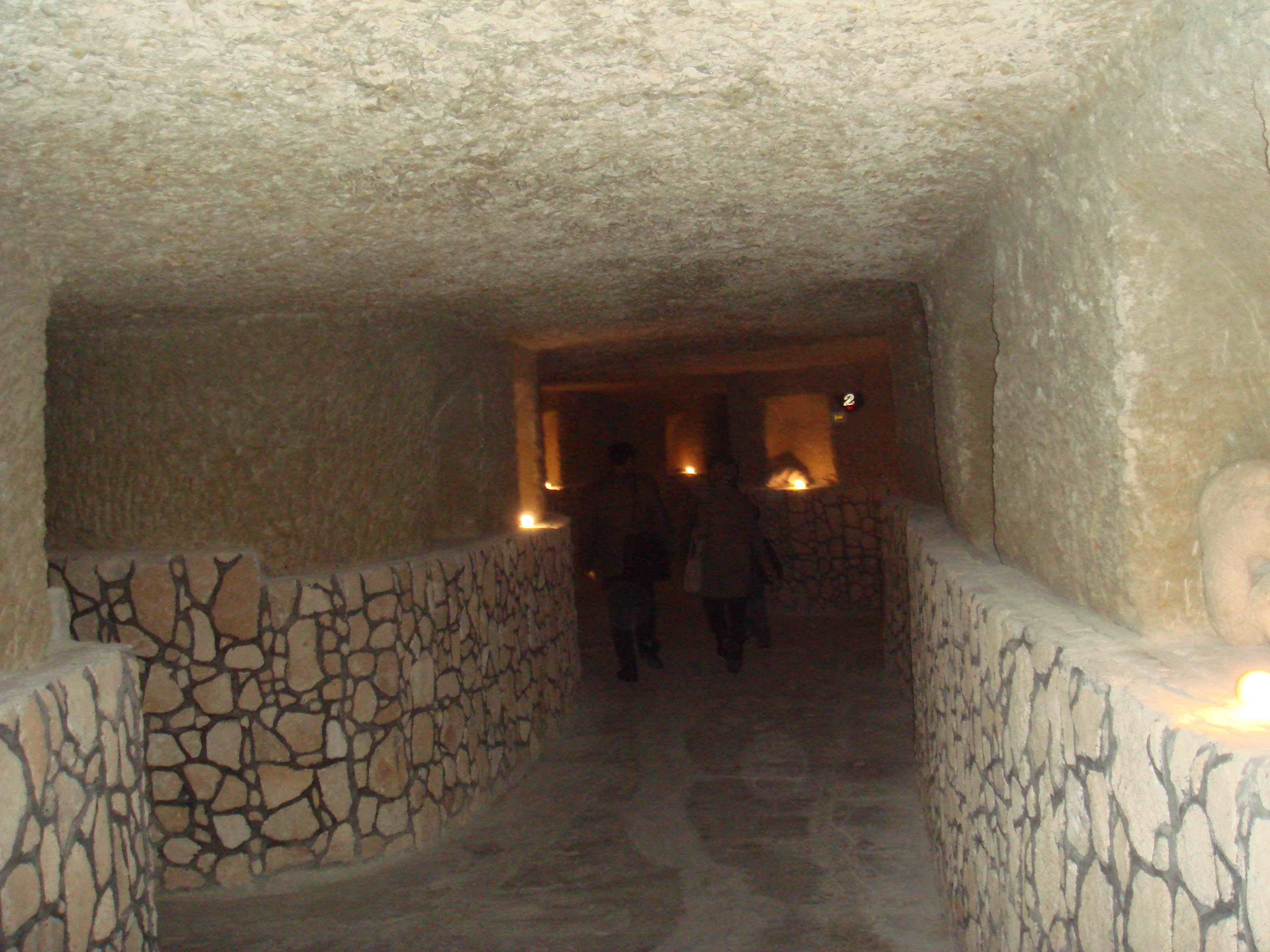
کاریز کیش
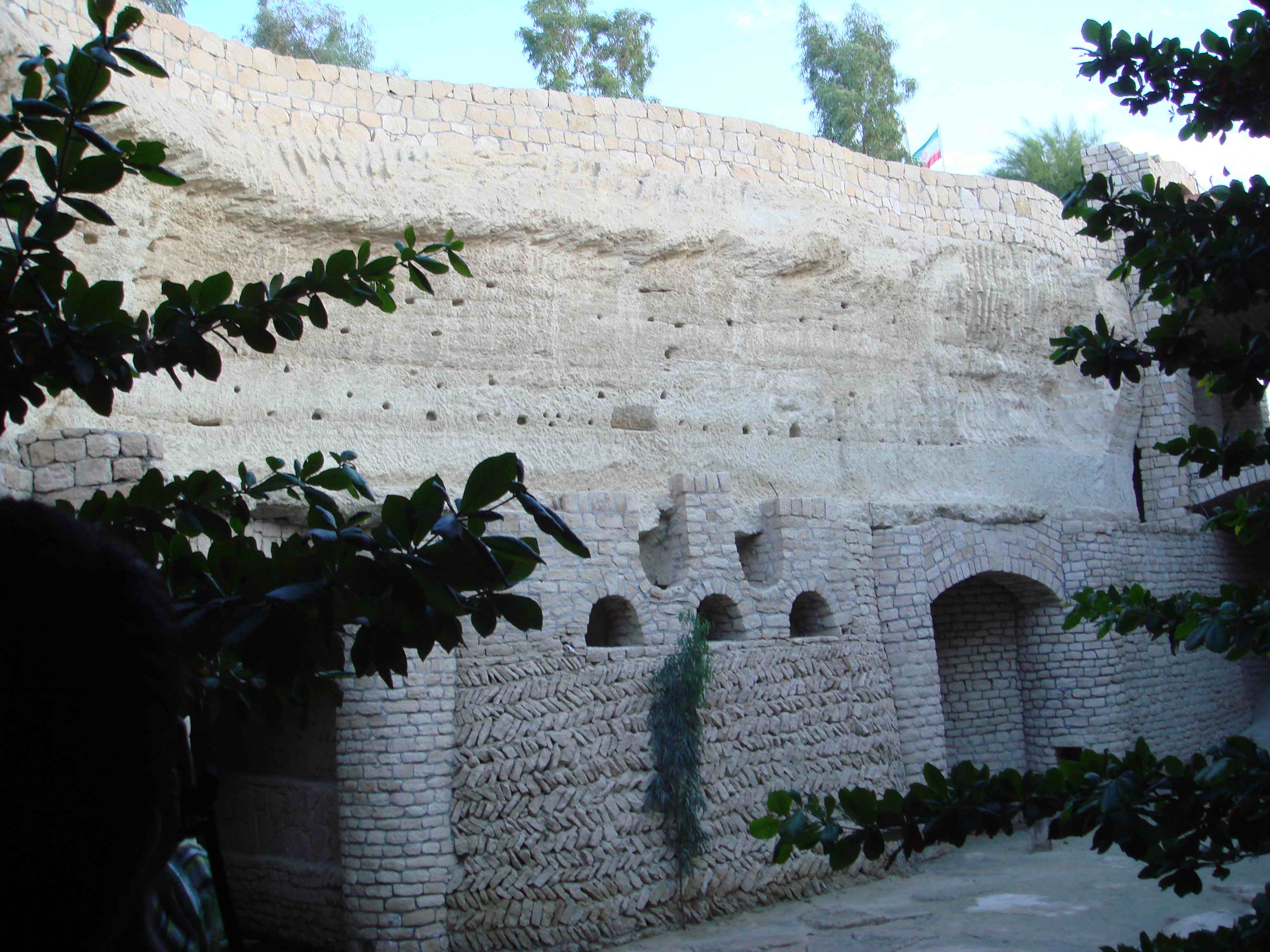
کاریز کیش
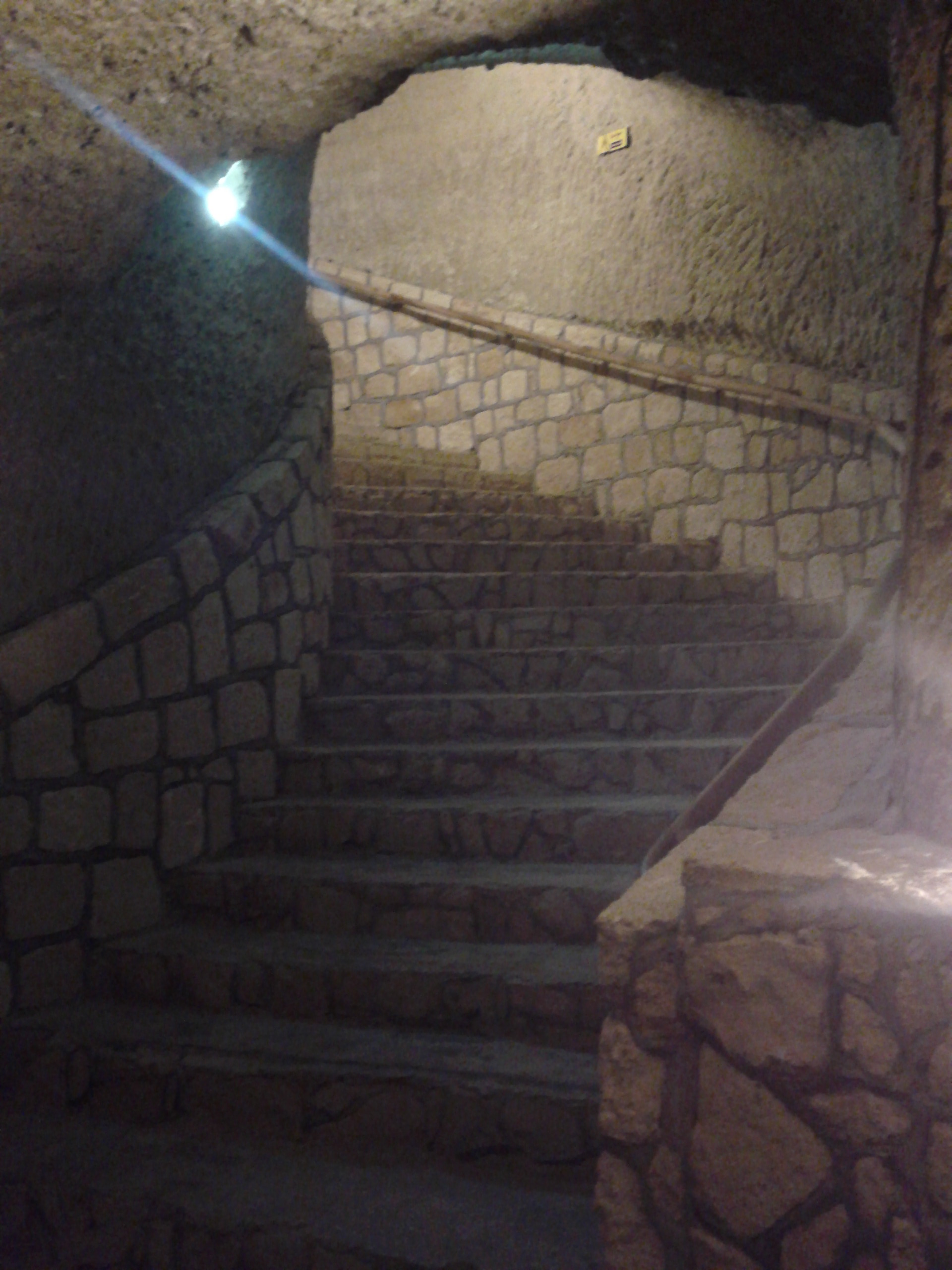
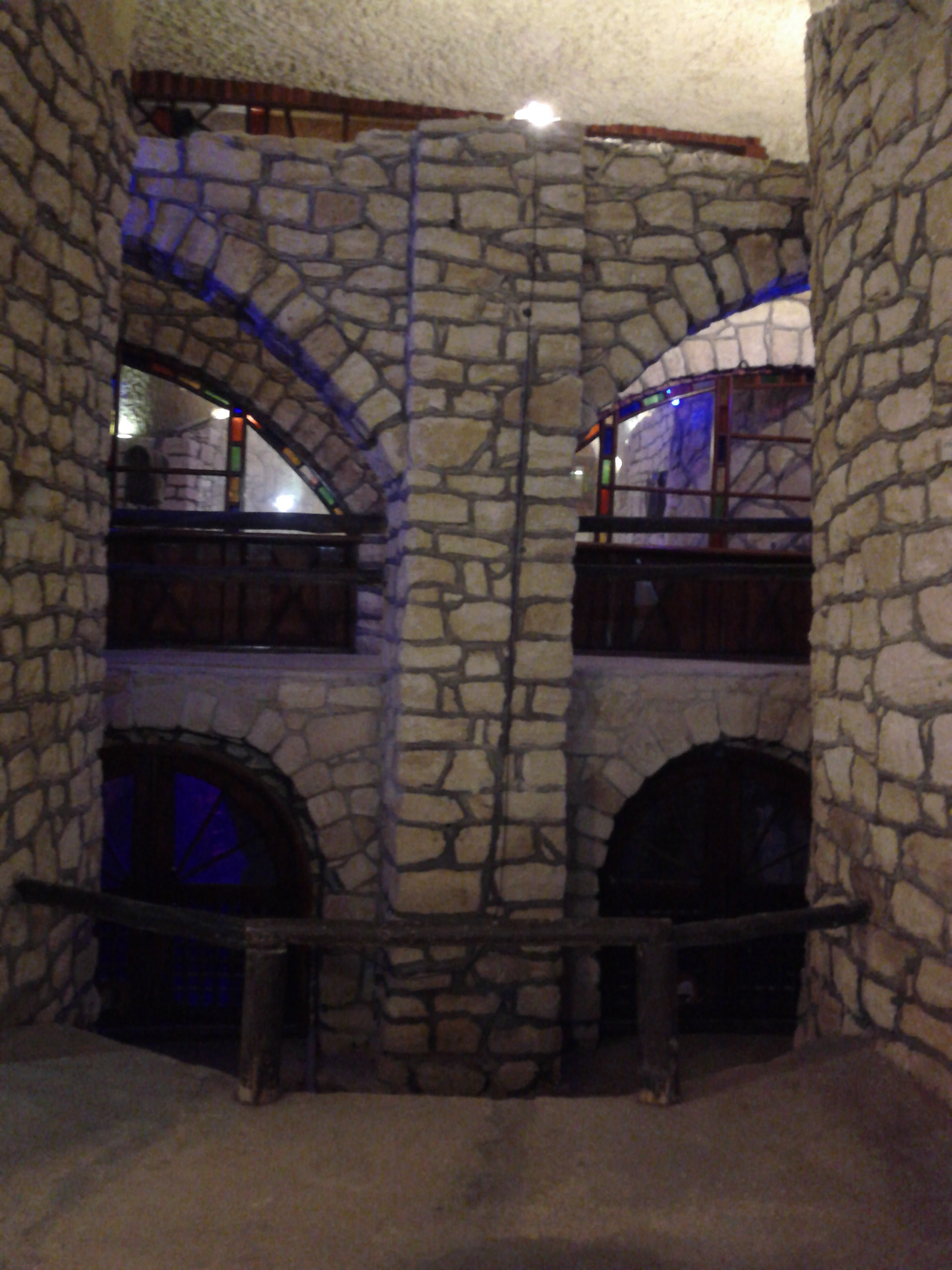
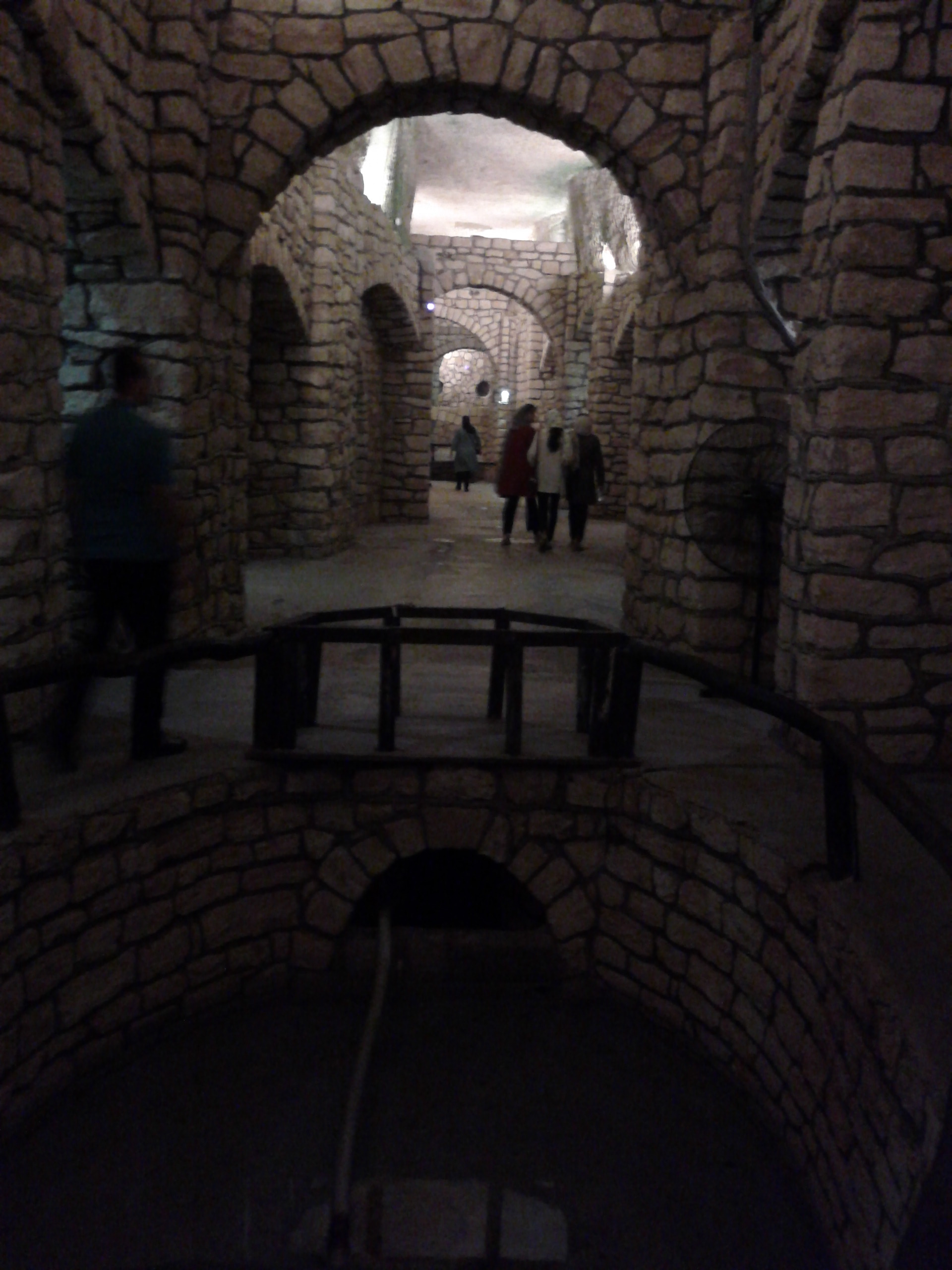
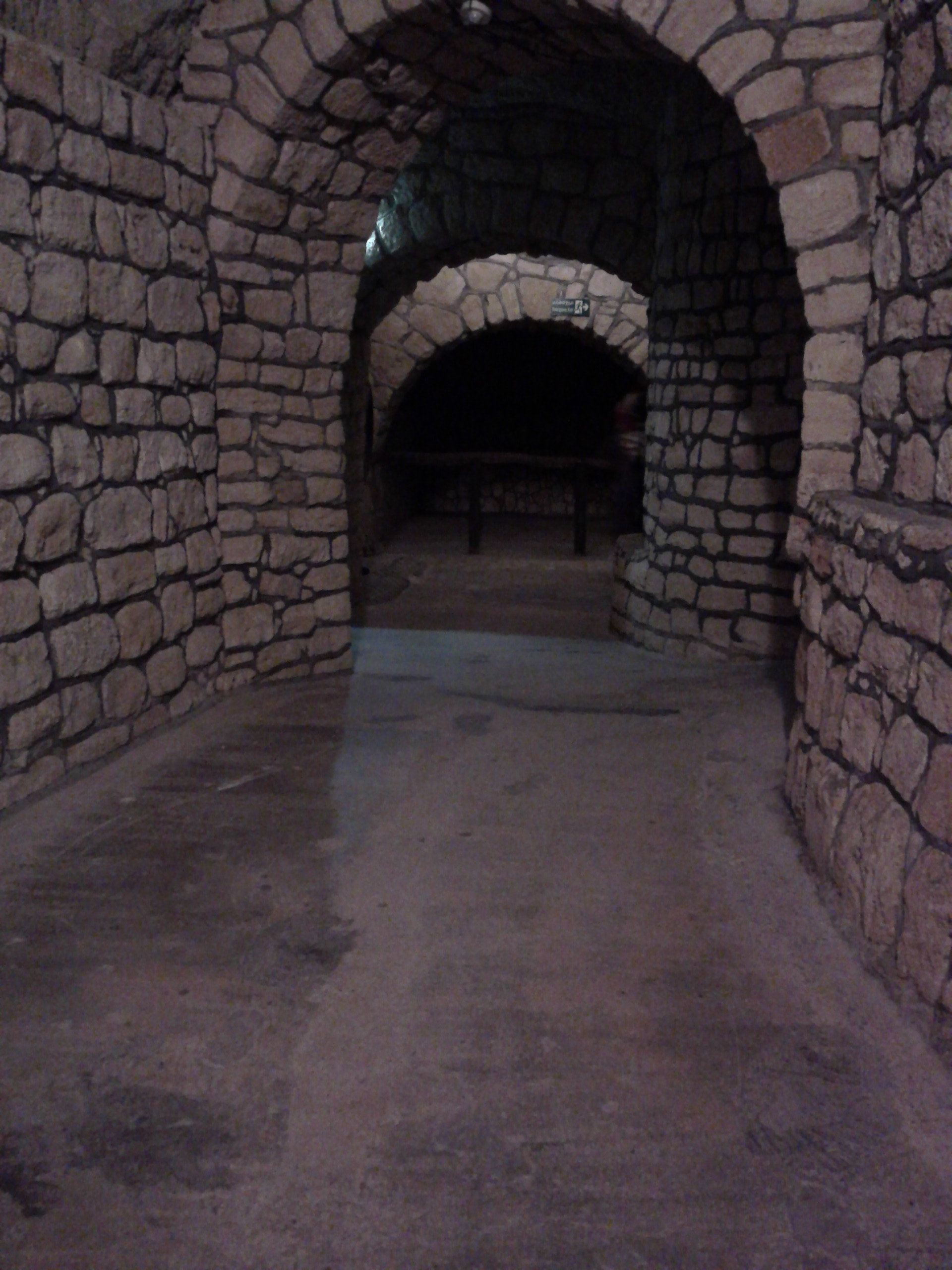
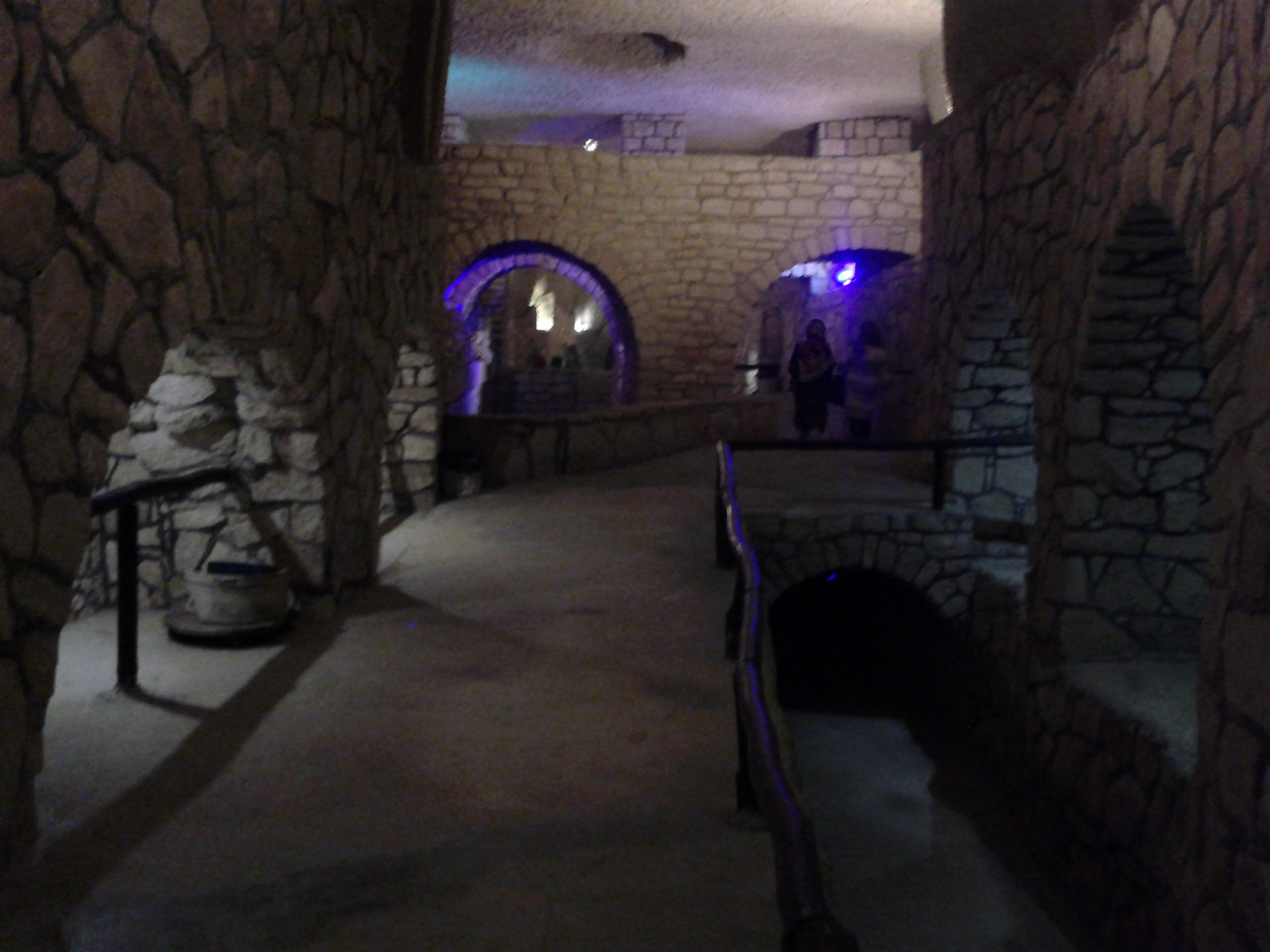
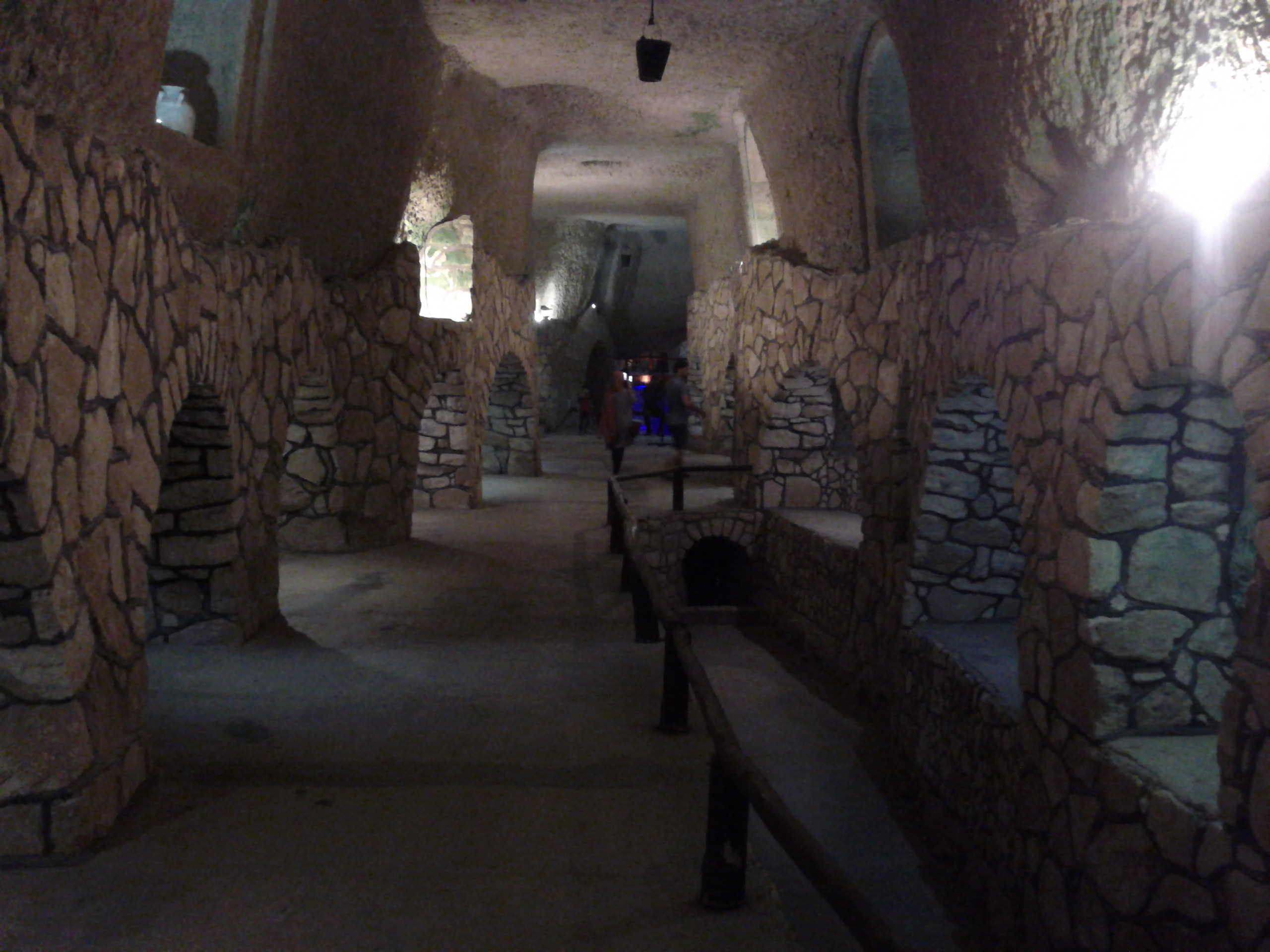
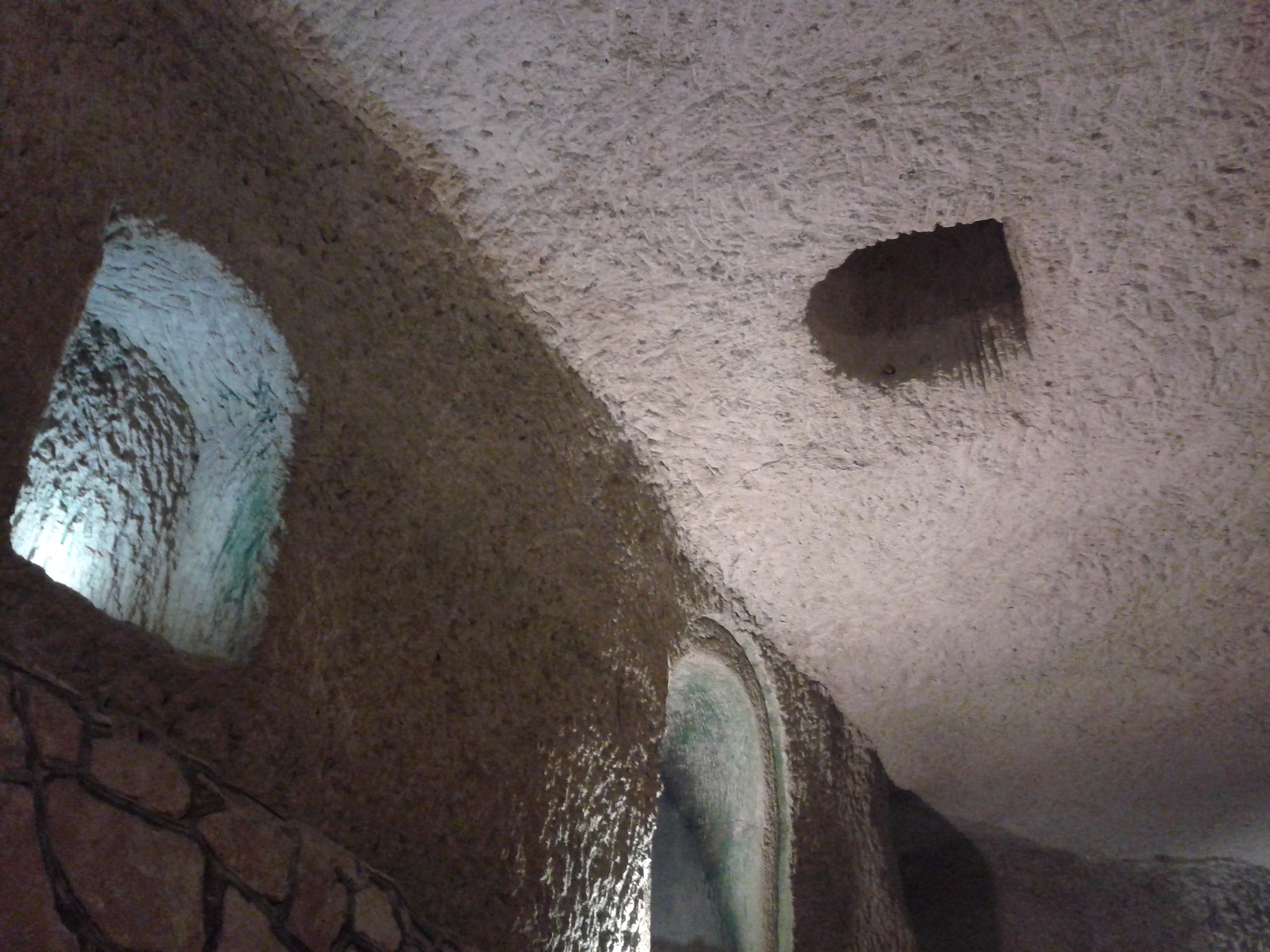
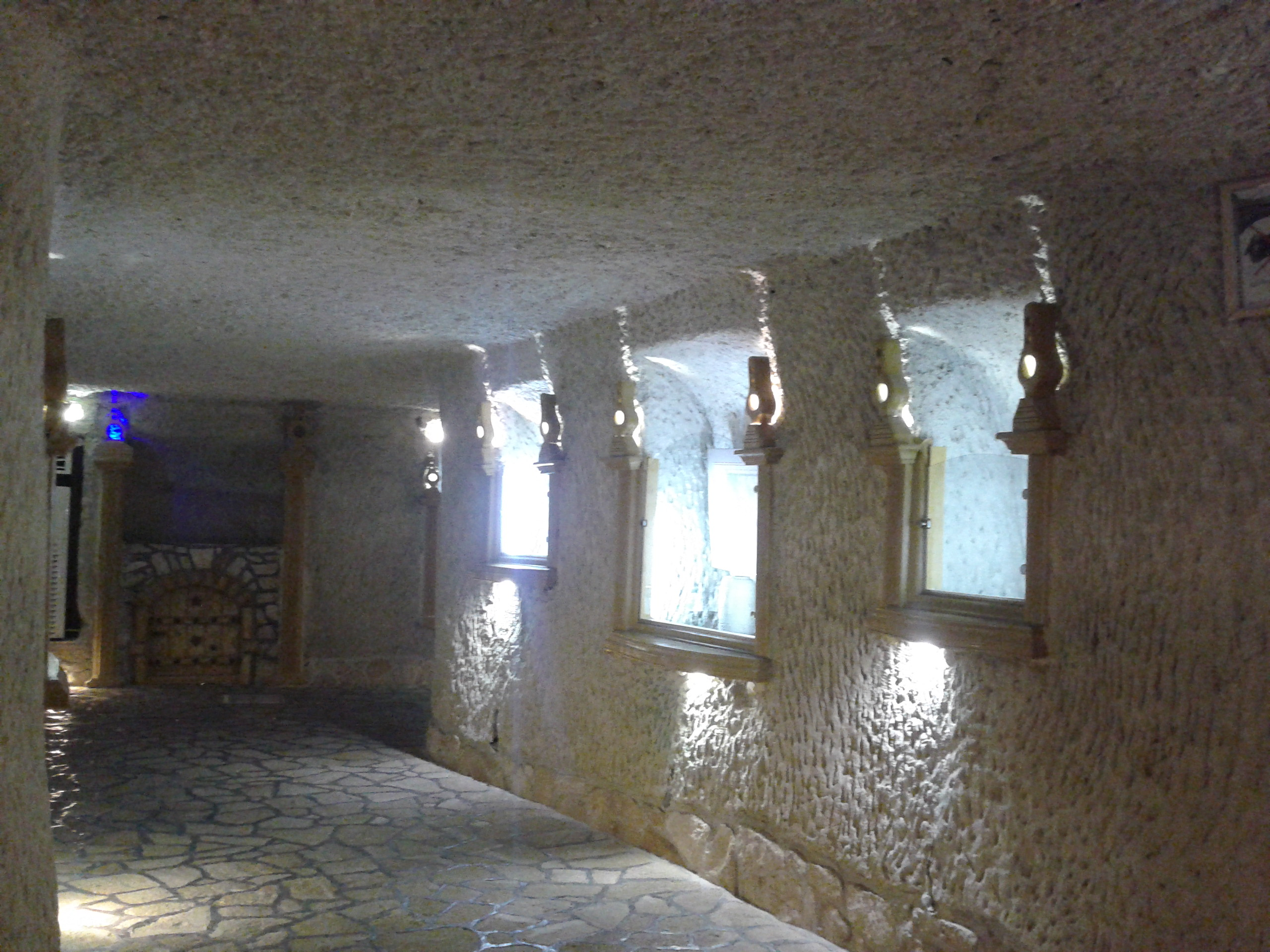
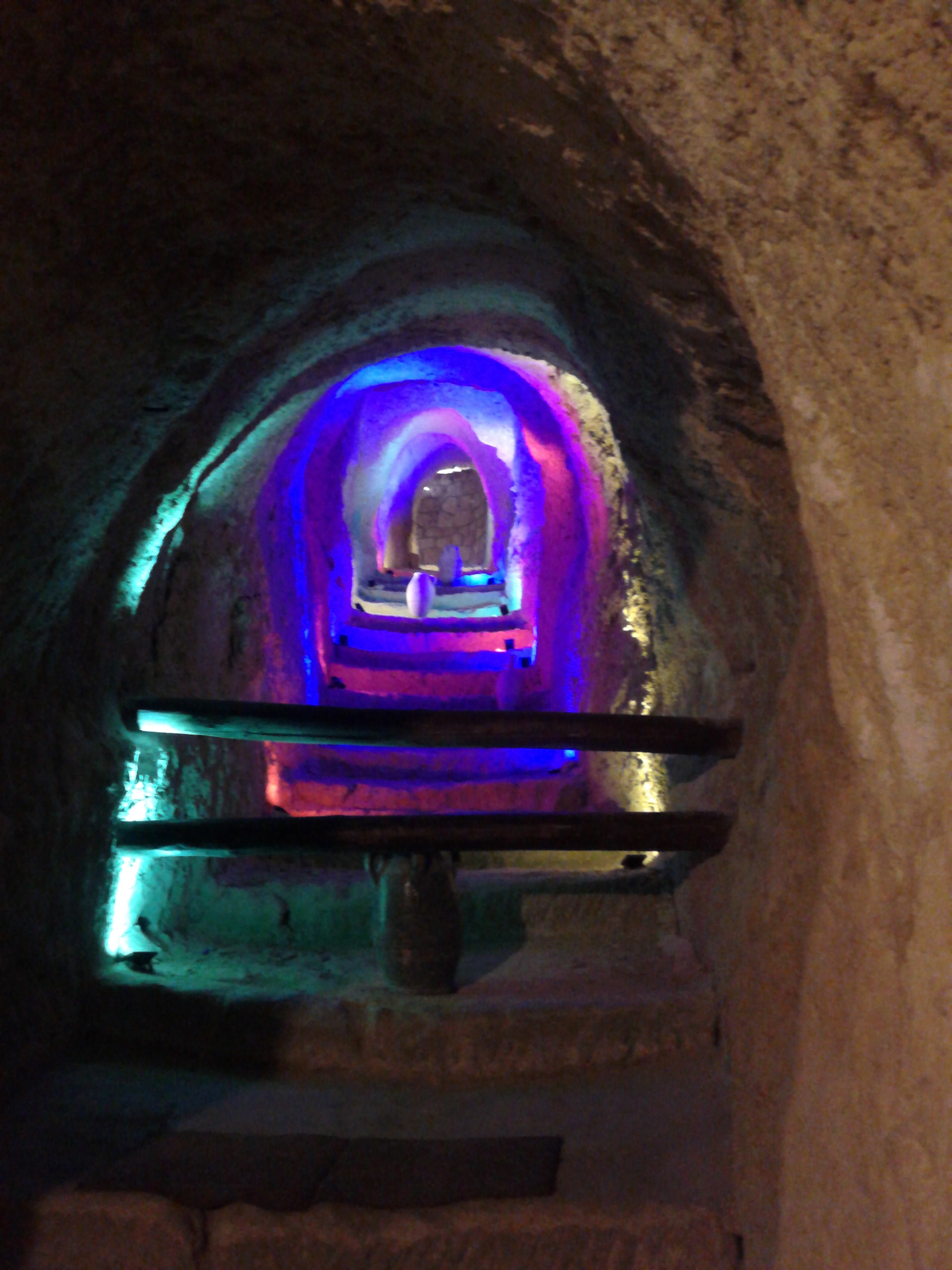